# Michael Thompson (basket-ball)
Pour les articles homonymes, voir Michael Thompson et Thompson.
Michael « Juice » Thompson, né le 9 février 1989 à Chicago dans l'Illinois, est un joueur américain de basket-ball. Il évolue au poste de meneur.

## Biographie
Après une carrière universitaire en NCAA, avec les Northwestern Wildcats (pour lesquels joue aussi John Shurna), Thompson part jouer en Allemagne pour les Francfort Skyliners. Il participe à l'EuroCoupe (mais l'équipe est éliminée dès les phases de poule).
Thompson rejoint l'ASVEL au début de la saison 2012-2013.
En juin 2013, il signe un contrat avec l'Élan béarnais Pau-Lacq-Orthez qui remonte en Pro A pour la saison 2013-2014.
Le 24 juillet 2014, il rejoint le Rouen Métropole Basket où il y fait une excellente saison.
Le 12 août 2015, il revient à l'Élan béarnais Pau-Lacq-Orthez. Le 31 octobre 2015, lors de la victoire des siens 108 à 104 contre Nancy, il marque 41 points.
Il est élu dans le meilleur 5 de Pro A pour la saison 2015-2016 et est aussi le meilleur marqueur de la division avec une moyenne de 17,8 points par match.
Au mois d'août 2020, il s'engage pour une saison avec Astana en VTB United League.